# Tiroler Graukäse

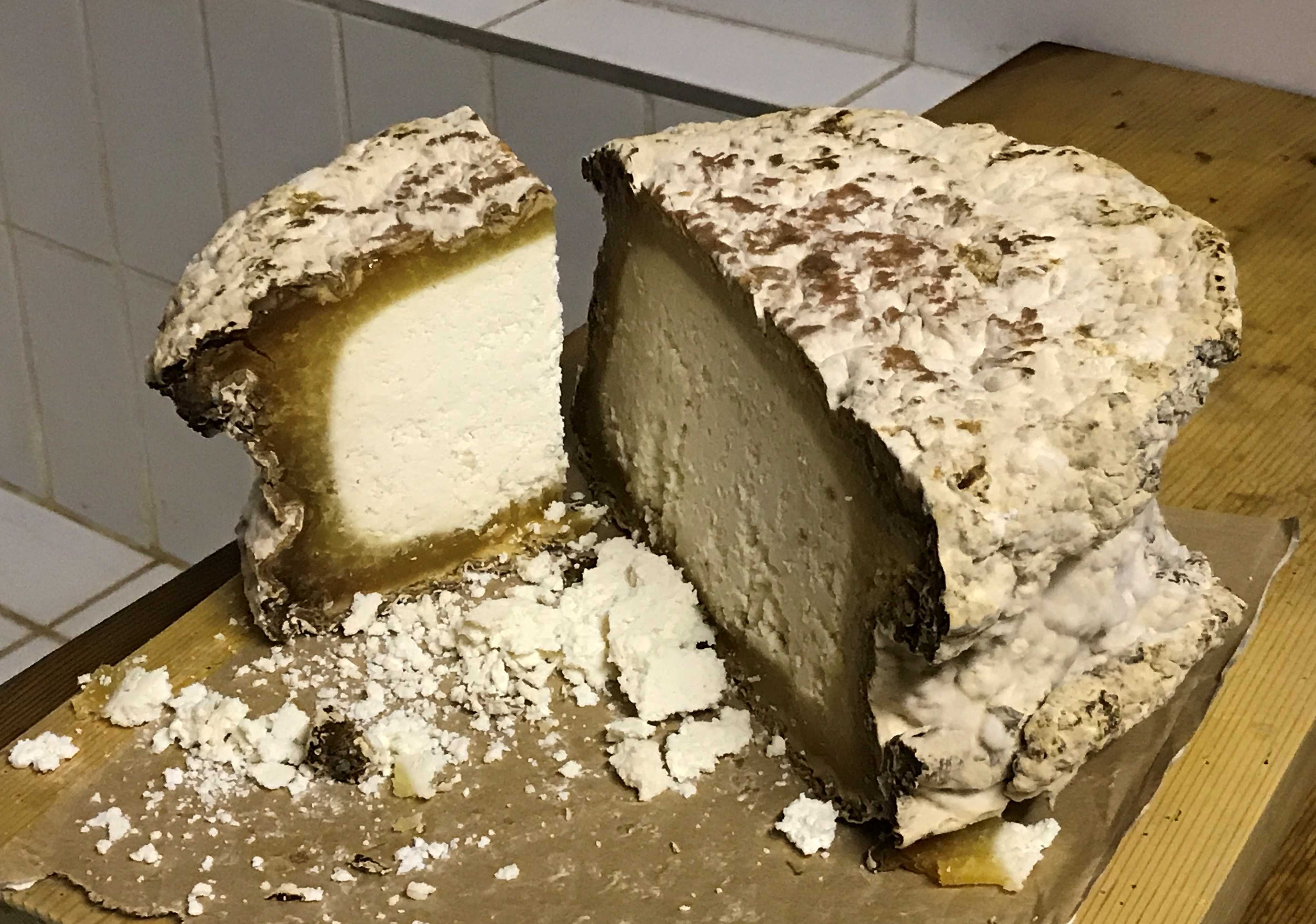
Tiroler Graukäse

Tiroler Graukäse (significando, em alemão, queijo cinzento do Tirol) é um queijo austríaco, fabricado com leite gordo de vaca, oriundo do Tirol austríaco. Constitui uma denominação de origem protegida, de acordo com as normas da União Europeia.
É preparado com a colhada do leite, submetida a acção de bolores do género Penicillium. O bolor, de tonalidade verde, invade o queijo desde a superfície até ao interior, deixando, por vezes, o centro livre. A pasta é mole e granulosa. Possui um sabor ácido muito intenso. Deve ser consumido com cebolas frescas cortadas e serve de acompanhamento a cerveja. É comercializado sob a forma de barra, com pesos entre os 250 g e os 3 kg.